# گور، دانمارک
گور (به دانمارکی: Gurre) یک منطقهٔ مسکونی در دانمارک است که در شهرداری هلسینگور واقع شده‌است. گور ۴۱۱ نفر جمعیت دارد.